# Vostok 6
Vostok 6 (Восток 6) byla sovětská vesmírná mise v rámci programu Vostok. Kosmonautka Valentina Těreškovová (později provdaná za kosmonauta Nikolajeva), se stala první ženou ve vesmíru a zatím také jedinou kosmonautkou, která byla ve vesmírné lodi sama. Let byl plánován jako párový s misí Vostok 5 (podobně jako Vostok 3 a Vostok 4) a podobně jako předcházející párová mise se i tyto kosmické lodi na oběžné dráze k sobě přiblížily a navázaly rádiové spojení. Přistání kosmonauta bylo kvůli konstrukci kapsle Vostok pomocí katapultovaného křesla s vlastním padákem. Vostok 6 byl posledním letem kosmické lodi Vostok 3KA a posledním letem programu Vostok.

## Údaje o lodi
Vostok 6 byla jednomístná kosmická loď o délce 5 metrů, průměru 2,3 metru a hmotnosti 4713 kg. Byla desátou lodí ze Země a do katalogu COSPAR zanesena s označením 1963-023A.

## Posádka
- Valentina Těreškovová

### Záložní posádka
- Irina Solovjova

## Průběh letu

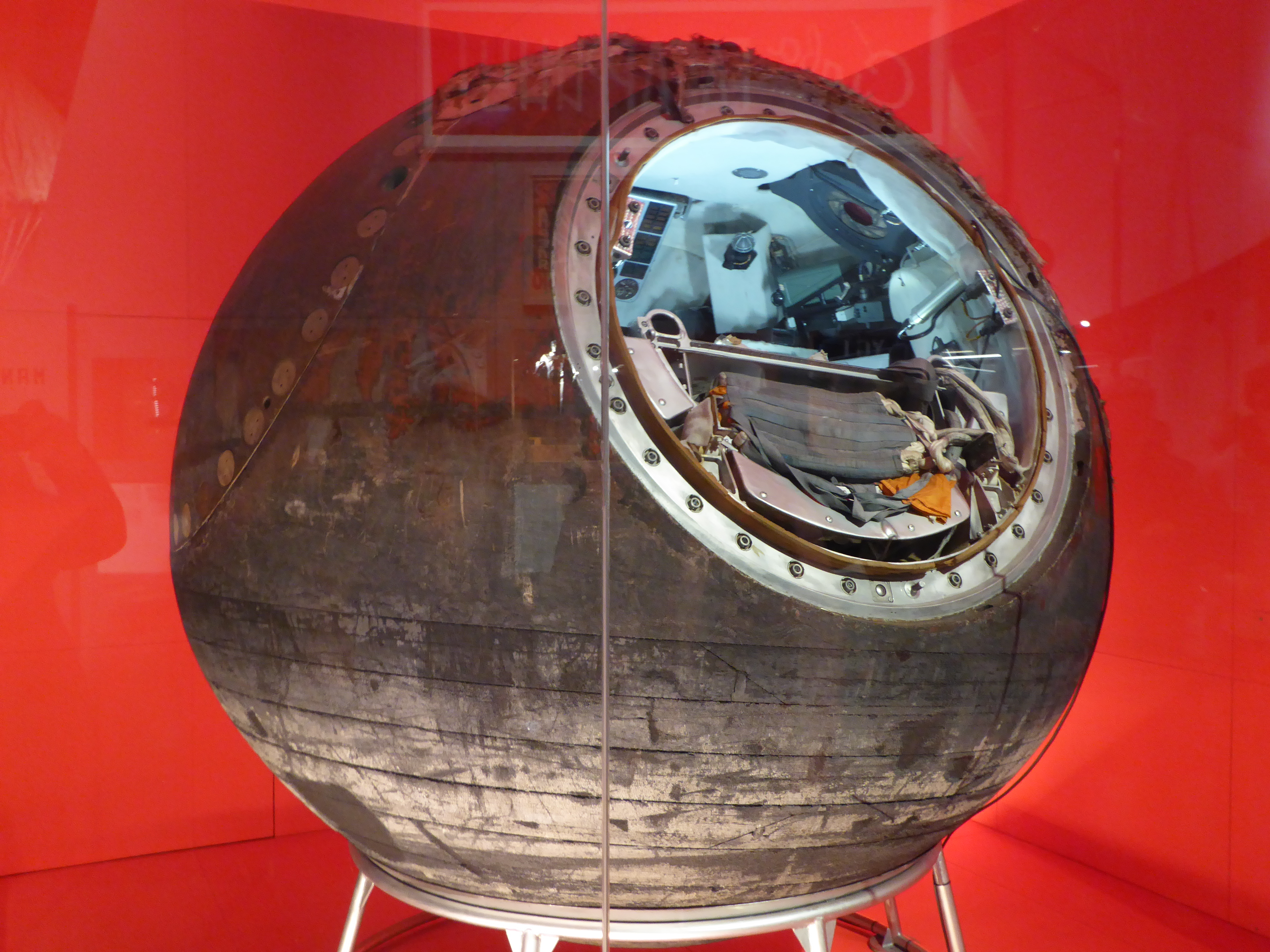
Výstava kosmonautů, Science Museum, Londýn, Anglie, únor 2016

Loď odstartovala z kosmodromu Bajkonur v Kazachstánu na špici stejnojmenné rakety. Zatímco Vostok 5 byl zpožděn kvůli technickým problémům, start Vostoku 6 proběhl bez potíží. Mise byla původně koncipována jako společný let s Vostok 5, z nichž každý měl nést kosmonautku, avšak kvůli škrtům se to změnilo. Mise trvala 70 hodin a 41 minut, Tereškovová přitom 48× obletěla Zemi. Původně měla mise trvat jen 24 hodin, ale protože velitelka lodě měla jen drobné zdravotní potíže, létala déle. Oproti souběžně letící lodi Vostok 5 měla odlišnou oběžnou dráhu. Používala volací znak Čajka.
Data shromážděná během mise poskytla informace o reakci ženského těla na let do vesmíru. Stejně jako ostatní kosmonauti na misích Vostok, vedla Těreškovová letový deník, pořizovala fotografie a ručně orientovala kosmickou loď. Její fotografie horizontu z vesmíru byly později použity k identifikaci aerosolových vrstev v atmosféře.
Sovětská státní televizní síť vysílala živé video Těreškovové z kamery uvnitř kapsle, kdy měla rádiový rozhovor s premiérem Nikitou Chruščovem. Komunikace s pozemními dispečery o jejím celkovém zdravotním stavu byla v poletových zprávách popsána „vyhýbavě“ a pozdější oficiální zprávy o misi měly poněkud blahosklonné poznámky o celkovém výkonu Těreškovové za letu.

### Hodnocení letu
Ve vyprávění Těreškovové o misi v poletovém rozboru uvedla, že měla různé tělesné bolesti a potíže s helmou náhlavní soupravy (což hlásil též Bykovskij na Vostoku 5). Při pokusu o jídlo zvracela, i když to připisovala spíše chuti jídla než svému fyzickému stavu. Dalším problémem bylo, že zatímco sovětská vesmírná agentura jí poskytla jídlo, vodu a zubní pastu, ale zapomněli přibalit zubní kartáček. Oficiální historie sovětského vesmírného programu zveřejněná v roce 1973 popisovala fyzickou kondici a výkon Těreškovové za letu jako 'uspokojivý' či 'přiměřený' (rusky удовлетворительное) než 'výborný' či 'vynikající' (rusky отлично).

### Chyba v navigaci
V roce 2004 bylo odhaleno, že chyba v řídicím programu způsobila, že kosmická loď vystoupila z oběžné dráhy namísto sestupu. Těreškovová si závady všimla hned první den letu a oznámila ji konstruktérovi kosmické lodi Sergeji Koroljovovi. Letoví dispečeři pak poskytli Těreškovové údaje pro zadání do programu pro sestup. Na žádost Koroljova Těreškovová problém utajila: „Mlčela jsem, ale Jevgenij Vasilievič se to rozhodl zveřejnit. Takže teď o tom mohu snadno mluvit.“

### Přistání
Přistála na padáku v katapultovacím křesle 620 km severovýchodně od města Karaganda. Souřadnice místa přistání lodi Vostok 6 jsou 53°12′33,75″ s. š., 80°48′14,22″ v. d., což je 200 km západně od ruského města Barnaul v Altajském kraji a 7 km jižně od Baeva a 650 km severovýchodně od Karagandy v Kazachstánu.
Na místě přistání je v malém parčíku u silnice socha Těreškovové s nataženýma rukama na vrcholu zakřiveného sloupu.
Návratová kapsle, která přistála na svém padáku, se nalézá v muzeu RKK Eněrgija ve městě Koroljov.

## V kultuře
V některých textech se let Těreškovové do vesmíru objevuje v souvislosti s prvními spekulacemi o sexu ve vesmíru. Těreškovová však (na rozdíl od pozdějších kosmonautek) letěla v jednomístné kapsli sama a sex nebyl dosud podle dostupných oficiálních informací ani předmětem oficiálního zkoumání kosmických agentur. Existují pouze experimenty simulující stav beztíže například na potkanech. Sama Tereškovová se krátce po návratu z vesmíru 3. listopadu 1963 vdala za kosmonauta Andriana Nikolajeva a o rok později 8. června 1964 se jim narodila dcera Jelena, která byla prvním dítětem, které mělo oba rodiče ve vesmíru.